# Pietramontecorvino
Pietramontecorvino ist eine italienische Gemeinde mit 2457 Einwohnern (Stand 31. Dezember 2023) in der Provinz Foggia in Apulien und ist Mitglied der Vereinigung I borghi più belli d’Italia (Die schönsten Orte Italiens). Die Gemeinde liegt etwa 30 Kilometer westnordwestlich von Foggia. 

## Geschichte
Von 1018 bis 1433/1434 war Montecorvino Bischofssitz. Heute handelt es sich um ein Titularbistum. 1137 zerstörte Roger II. den Ort. 

## Söhne und Töchter
- Michele Di Ruberto (1934–2025), Kurienerzbischof